# Ayaka Ikehara
Ayaka Ikehara (født 24. september 1990 i Urasoe, Okinawa, Japan) er en tidligere kvindelig japansk håndboldspiller, der spillede for Nykøbing Falster Håndboldklub, Odense Håndbold og Japans kvindehåndboldlandshold.
Hun skiftede overraskende til den danske liga i 2017, til de danske mestre fra Nykøbing Falster Håndboldklub. Hun blev derfor også den første japanske spiller i både den danske liga og EHF Champions League. Ikehara gjorde sig allerede bemærket i den første sæson i klubben, trods hendes ukendskab til den europæiske spillestil og det blev også belønnet med en plads på All-Star holdet som bedste højre fløj i HTH GO Ligaen 2017-18.
Hun pådrog sig en korsbåndsskade i februar 2019, der holdt hende ude resten af 2018/19-sæsonen. Hun var tilbage på håndboldbanen i november samme år og deltog også ved VM på hjemmebane i december.
Hun skrev i januar 2020 under med Odense Håndbold, til og med 2021. Hun var i Odense indtil 2023, hvor hun skiftede tilbage til Nykøbing Falster Håndboldklub. Hun stoppede karrieren efter sæsonen 2023/24.
Hun repræsenterede Japan, da hun var blandt de udvalgte i landstræner Ulrik Kirkelys endelige trup ved Sommer-OL 2020 i Tokyo, hvor holdet endte på en samlet 12.-plads. Hun deltog også ved VM 2015 i Danmark og VM 2017 i Tyskland.
Hun var også med til at vinde sølv ved Asienmesterskabet i 2018 på hjemmebane, dog efter finale-nederlag til Sydkorea, med cifrene 25-30.